# Fabio Perinei
Fabio Perinei (Altamura, 14 maggio 1945 – Altamura, 21 febbraio 2009) è stato un politico italiano, esponente del Partito Comunista Italiano e del Partito Democratico della Sinistra.

## Biografia
Si laurea in filosofia presso l'Università di Bari, per poi diventare docente in una scuola media.
Candidato alla Camera per il PCI nel 1987, non risulta eletto, ma diventa deputato della X Legislatura nell'ottobre 1989, dopo le dimissioni di Adriana Ceci. Conferma poi il proprio seggio a Montecitorio anche per le successive due legislature; nel 1996 si ricandida alla Camera nel collegio uninominale di Altamura con L'Ulivo, ma viene sconfitto per poche centinaia di voti dall'esponente del centrodestra.
È stato inoltre sindaco di Altamura per il PCI dal giugno al settembre 1990.